# Haba Haba
Haba Haba (sv: Små segrar leder till stora segrar) är en låt framförd av den norsk-kenyanska sångerskan Stella Mwangi. Låten representerade Norge i semifinalen till Eurovision Song Contest 2011 i Düsseldorf i Tyskland tisdagen 10 maj 2011, men hörde inte till de tio låtar som kvalificerade sig till finalen lördagen 14 maj 2011.
Låten är skriven och komponerad av Mwangi och Beyond51, men producerad av artisten Big City. Låten är tvåspråkig: verserna sjungs på engelska medan refrängen sjungs på swahili. Det var första gången som ett bidrag i Eurovision Song Contest sjöngs på swahili.
En coverversion av låten fanns med på Smurfarnas cd Smurfparty 3, då med namnet ”Bada Bada”

### Fotnoter
1. ↑  Hondal, Victor (12 februari 2011). ”Norway sends Stella Mwangi to Eurovision 2011”. ESCToday. Arkiverad från originalet den 14 februari 2011. https://web.archive.org/web/20110214202809/http://www.esctoday.com/news/read/16749. (engelska)